# Ungkyrkorörelsen
Ungkyrkorörelsen (schwedisch Jungkirchenbewegung) war eine nationalistische Erweckungs- und Erneuerungsbewegung innerhalb der Schwedischen Kirche Anfang des 20. Jahrhunderts.
Anfang des 20. Jahrhunderts war die Stellung der Schwedischen Kirche vor allem im kulturellen und sozialen Bereich schwach. Um 1900 trat der Theologe Einar Billing mit dem Gedanken einer religiös motivierten Volkskirche hervor. Junge Studenten aus Uppsala griffen die Idee der Volkskirche unter einer nationalistischen Perspektive auf und führten in den Sommermonaten 1909 und 1910 „Kreuzzüge“ durch Schweden unter dem Leitspruch „Schwedens Volk – Gottes Volk“ durch. Organ der Bewegung war die Zeitschrift Vår Lösen.
Die Bewegung, die sich innerhalb der Schwedischen Kirche hielt, gewann großen Einfluss auf die Erneuerung der Schwedischen Kirche in der ersten Hälfte des 20. Jahrhunderts. Die führenden Männer Johan Alfred Eklund und Manfred Björkquist wurden (wie auch Einar Billing) später Bischöfe.